# 고금여객
완도군의 농어촌버스 회사.
주로 고금도 및 약산도를 중심으로 운행하며, 일부노선은 완도읍이나 강진군 마량면까지 운행한다. 
- 1978년 5월 16일에 설립하였으며, 인가대수는 12대이다.
- 레스타 1대를 제외하고 모두 카운티다.